# Княжево (Ленинградская область)
Кня́жево (фин. Knäsä) — деревня в Большеврудском сельском поселении Волосовского района Ленинградской области.

## История
Впервые упоминается в Писцовой книге Водской пятины 1500 года как сельцо Княжа Гора в Богородицком Врудском погосте.
На карте Ингерманландии А. И. Бергенгейма, составленной по шведским материалам 1676 года, упоминается как деревня Knäsaby.
На шведской «Генеральной карте провинции Ингерманландии» 1704 года — как Knäsabÿ.
Под названием деревня Князя она обозначена на «Географическом чертеже Ижорской земли» Адриана Шонбека 1705 года.
Согласно карте Ингерманландии А. Ростовцева 1727 года деревня называлась Княжево.
На карте Санкт-Петербургской губернии Ф. Ф. Шуберта 1834 года обозначена деревня Княжево, состоящая из 39 крестьянских дворов.

КНЯЖЕВО — деревня принадлежит коллежской асессорше Байковой, число жителей по ревизии: 170 м. п., 185 ж. п. (1838 год)

В пояснительном тексте к этнографической карте Санкт-Петербургской губернии П. И. Кёппена 1849 года она записана как деревня Knäsä (Княжево) и указано количество её населения на 1848 год: савакотов — 6 м. п., 7 ж. п., всего 13 человек, остальные русские, а также указано: «эти финны несколько лет назад были переселены владелицей поместья Байковой в Дубково».
На карте профессора С. С. Куторги 1852 года упоминается деревня Княжево из 39 дворов.

КНЯЖЕВО  — деревня действительного статского советника Деппа, 10 вёрст по почтовой, а остальные по просёлочной дороге, число дворов — 47, число душ — 119 м. п. (1856 год)

КНЯЖЕВО — деревня, число жителей по X-ой ревизии 1857 года: 125 м. п., 126 ж. п., всего 251 чел.

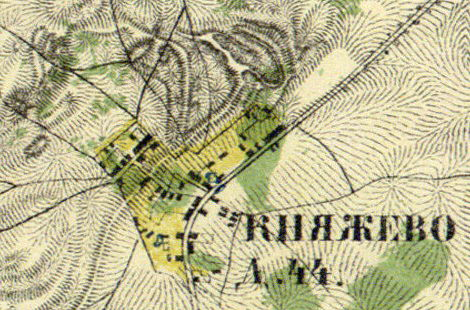
План деревни Княжево. 1860 год

Согласно карте Санкт-Петербургской губернии 1860 года деревня Княжево насчитывала 44 двора.

КНЯЖЕВО — деревня владельческая при колодце, по левую сторону 1-й Самерской дороги, от Ямбурга в 38 верстах, число дворов — 45, число жителей: 180 м. п., 184 ж. п.;
 Часовня. Волостное правление. (1862 год)

Согласно данным 1867 года в деревне находилось волостное правление Княжевской волости, волостным старшиной был временнообязанный крестьянин деревни Пружицы С. Пр. Прокофьев.
В состав Княжевской волости входило село Чирковицы и деревни: «Аракуль, Буяницы,  Загорицы, Земитиницы, Гамолова, Голятицы, Горка, Изоткина, Княжева, Коноховицы, Корчаны Большие, Корчаны Малые, Лаговицы, Озертицы Большие, Плещевицы, Поддубье, Пружицы, Реккова, Смедова, Тухова, Ущевицы, Хревицы, Худанки, Черенковицы, Черепковицы».
В 1860-е годы временнообязанные крестьяне деревни выкупили свои земельные наделы у Ф. Ф. Деппа и стали собственниками земли.

КНЯЖЕВО — деревня, по земской переписи 1882 года: семей — 58, в них 129 м. п., 153 ж. п., всего 282 чел.

КНЯЖЕВО — деревня, число хозяйств по земской переписи 1899 года — 40, число жителей: 112 м. п., 119 ж. п., всего 231 чел.;
 разряд крестьян: бывшие владельческие; народность: русская

В конце XIX — начале XX века деревня входила в состав Княжевской волости 1-го стана Ямбургского уезда Санкт-Петербургской губернии с административным центром в селе Ильеши. Население деревни было смешанным — русско-эстонским.
С 1917 по 1923 год деревня Княжево входила в состав Княжевского сельсовета Княжевско-Ильешской волости Кингисеппского уезда.
С 1923 года в составе Врудской волости.
Согласно данным переписи населения СССР 1926 года в деревне Княжево проживали 235 человек, большинство русские, а также эстонцы.
С 1927 года в составе Молосковицкого района.
Согласно топографической карте 1930 года деревня насчитывала 64 двора.
С 1931 года в составе Волосовского района.
По данным 1933 года деревня Княжево являлась административным центром Княжевского сельсовета Волосовского района, в который входили три населённых пункта: деревни Княжево, Тухово и Химосово, общей численностью населения 573 человека.
По данным 1936 года в состав Княжевского сельсовета входили 4 населённых пункта, 91 хозяйство и 1 колхоз.

План деревни Княжево. 1938 год

Согласно данным топографической карты 1938 года деревня насчитывала 42 двора.
С 1 августа 1941 года германская оккупация. Деревня была освобождена от немецко-фашистских оккупантов 28 января 1944 года.
С 1954 года вновь в составе Врудского сельсовета.
С 1963 года в составе Кингисеппского района.
С 1965 года вновь в составе Волосовского района. В 1965 году население деревни составляло 145 человек.
По административным данным 1966, 1973 и 1990 годов деревня Княжево входила в состав Врудского сельсовета с центром в посёлке Вруда.
В 1997 году в деревне Княжево проживали 165 человек, деревня относилась ко Врудской волости, в 2002 году — 353 человека (русские — 93 %), в 2007 году — 23 человека.

## География
Деревня расположена в центральной части района на автодороге 41К-045 (Большая Вруда — Овинцево).
Расстояние до административного центра поселения — 12 км.
Расстояние до ближайшей железнодорожной станции Вруда — 12 км.

## Демография
| 1862 | 2002 | 2007 | 2010 | 2017 |
| ---- | ---- | ---- | ---- | ---- |
| 364  | ↘353 | ↘23  | ↗410 | ↘31  |

### Национальный состав
Согласно данным Всероссийской переписи населения 2021 года в деревне проживали 289 человек, из них:
 русские — 242 (поморы — 1), таджики — 20, узбеки — 9, цыгане — 3, евреи — 2, татары — 2, украинцы — 2, белорусы — 1, вепсы — 1, грузины — 1, киргизы — 1, молдаване — 1, поляки — 1, финны — 1, эстонцы — 1, один человек национальность не указал.

## Достопримечательности
- Древнерусский каменный крест в западной части деревни, у дома № 31. Зафиксирован в 1985 году. Высота его 2,17 м, размах лопастей 1,25 м[38].

## Инфраструктура
- Колония-поселение КП-1 УФСИН по Петербургу и Ленинградской области[39].